# N906i
FOMA N906i（フォーマ・エヌ きゅう まる ろく アイ）は、日本電気 (NEC) によって開発された、NTTドコモの第三世代携帯電話 (FOMA) 端末である。

## 概要
- NEC製の906iシリーズのスタンダードモデル。機能、デザイン共にN905iを踏襲するが、一部改良されている点もある。
- 写真撮影時には新たに「スマイルシャッター」、「パノラマ撮影」、「ブログアップ機能」に対応した。
- Windows Media VideoやFlash8に対応する。
- microSDHCカードには、対応していない。

| 主な対応サービス           | 主な対応サービス                    | 主な対応サービス                | 主な対応サービス                                     |
| -------------------------- | ----------------------------------- | ------------------------------- | ---------------------------------------------------- |
| DCMX／おサイフケータイ     | うた・ホーダイ                      | 着うたフル／着うた              | デジタルオーディオプレーヤー(WMA)(AAC)(SDオーディオ) |
| 直感ゲーム／メガiアプリ    | Music&Videoチャネル／ビデオクリップ | GSM／3Gローミング（WORLD WING） | プッシュトーク                                       |
| FOMAハイスピード           | GPS／ケータイお探し                 | デコメール／デコメ絵文字        | iチャネル                                            |
| 着もじ                     | テレビ電話／キャラ電                | 電話帳お預かりサービス          | フルブラウザ                                         |
| おまかせロック／バイオ認証 | 外部メモリーへiモードコンテンツ移行 | トルカ                          | iC通信／iCお引越しサービス                           |
| きせかえツール／マチキャラ | バーコードリーダ／名刺リーダ        | 2in1※                           | エリアメール                                         |

※BモードのメールはWebメールとなる。

### プリインストールiアプリ
- パックマニア
- アバター☆ボウリング
- アバターメーカー for N
- フォト文字クリエイター
- デコメをつくろう
- 海外旅行便利ツール
- モバイルGoogleマップ
- 日英版しゃべって翻訳 for N
- 日中版しゃべって翻訳 for N
- カメラでケンサク！ERサーチ
- 地図アプリ
- Gガイド番組表リモコン
- iD設定アプリ
- DCMXクレジットアプリ
- iアプリバンキング
- 楽オク出品アプリ2
- FOMA通信環境確認アプリ

### ワンセグ機能
- 字幕放送
- クイックインフォ&スタイルチェンジ
- Gガイド番組表リモコンからの録画予約
- タイムシフト再生
- 倍速再生
- 連続視聴時間：約3時間20分（ECOモード時：約3時間50分）

## 歴史
- 2008年3月27日 - 連邦通信委員会 (FCC) 通過
- 2008年4月25日 - 技術基準適合証明 (TELEC) 通過
- 2008年4月30日 - 電気通信端末機器審査協会 (JATE)通過
- 2008年5月27日 - F906i・F706i・N906i・N906iμ・N906iL・N706i・N706ie・P906i・P706ie・P706iμ・SH906i・SH906iTV・SH706i・SH706ie・SH706iw・SO906i・SO706i・L706ie・NM706iの開発が発表。
- 2008年6月18日 - 発売開始

## 不具合
2008年7月23日に以下の不具合の修正がソフトウェアの更新でなされた。
- iモード利用中に、特定の操作のタイミングによって、電源が再起動する場合がある

2008年9月10日に以下の不具合の修正がソフトウェアの更新でなされた。
- GPRSローミングエリア（海外）でのiモード接続時に、電源が再起動する場合がある

2009年5月12日に以下の不具合の修正と改善がソフトウェアの更新でなされた。
- デコメ絵文字が入った署名を設定し、新規メールを作成中にマルチボタン選択後、メールボタンを押下し、新規メール作成を実行すると電源リセットする場合がある
- 海外の一部地域で、地域特性により通話や通信できない場合があったが、サービスを利用できるように品質を改善

2011年5月19日に以下の不具合の修正がソフトウェアの更新でなされた。
- iモード通信時、画像ファイルのアップロードができない場合がある

## その他
イメージキャラクターはN705iμでキャラクターを務めた玉木宏と、橋本麗香が起用される。この2人はN906iμのイメージキャラクターも務める。